# Johnny Wakelin
Johnny Wakelin (Brighton, 1939) è un cantautore britannico, che ha ottenuto il successo soprattutto a cavallo della metà degli anni settanta.
Tra i suoi singoli di maggiore successo, figurano Black Superman (Muhammad Ali), In Zaire e Africa Man.

## Biografia
Johnny Wakelin nasce a Brighton nel 1939.
Inizia la propria carriera esibendosi in alcuni cabaret della sua città natale, prima di essere scoperto da Robin Blanchflower, produttore della Pye Records.
Nel 1974, scrive un brano dedicato a Cassius Clay/Muhammad Ali, intitolato Black Superman (Muhammad Ali) e che incide assieme a The Kinshasa Band: è il primo disco del cantante entrare nelle classifiche nel Regno Unito (dove raggiunge il settimo posto) e negli Stati Uniti.
In seguito, dopo aver abbandonato la Kinshasa Band, incide nel 1976 il singolo In Zaire, che raggiunge il secondo posto in vari Paesi europei (Austria, Belgio, Germania, Paesi Bassi e Svizzera)  e il quarto posto nel Regno Unito.

## Discografia

### Album
- 1975 – Superman
- 1976 – Reggae, Soul & Rock 'n' Roll
- 1976 – In Zaire
- 1976 – African Man
- 1978 – Double Trouble
- 1984 – Gems from the Pen
- 1996 – Rock 'n' Country Blues
- 1997 – From Ali to the Naz
- 2005 – Sway with Me
- 2005 – In Africa
- 2006 – Right Before My Eyes
- 2007 – No Smoking